# Progress M-29M
Progress M-29M (ros. Прогресс М-29М; w desygnacji NASA Progress 61 lub 61P) – misja statku transportowego Progress, wykonana przez rosyjską agencję kosmiczną Roskosmos na potrzeby zaopatrzenia Międzynarodowej Stacji Kosmicznej. Ostatni lot wariantu Progress-M, zastąpionego przez Progress MS. Był to też ostatni lot rakiety Sojuz-U z pojazdem bezzałogowym.
Bezzałogowa kapsuła transportowa została wystrzelona z tzw. Wyrzutni Gagarina Bajkonuru 1 października 2015 r. o 16:49:40.648 UTC i orbitę parkingową osiągnęła o 16:58:29.18 UTC. Po czterech manewrach zmiany orbity korzystający ze ścieżki szybkiego podejścia pojazd  dotarł na stację już po sześciu godzinach (sam proces cumowania rozpoczął się 20:45:57 UTC i zakończył o 22:52 UTC). Progress M-29M zacumował do wolnej śluzy powietrznej Zwiezda, podczas gdy poprzedni Progress M-28M podłączony był do śluzy Pirs, a w grudniu 2015 statek Cygnus CRS OA-4 przyłączył się do amerykańskiego modułu Unity.
Na pokładzie kosmicznego transportowca znalazło się 2 369 kg ładunku, w tym: 1 549 kg w części hermetycznej (racji żywnościowych (430 kg, w tym 17 kg owoców) i artykułów sanitarnych, sprzętu, części zamiennych i eksperymentów), a ponadto: 350 kg paliwa, 50 kg różnych gazów oraz 420 kg wody. Według początkowych planów statek miał pozostać przycumowany do 9 grudnia.
Ostatecznie Progress M-29M spędził pół roku podłączony do Międzynarodowej Stacji Kosmicznej, służąc silnikami w manewrach podnoszących prędkość i wysokość stacji kosmicznej.
Pojazd odłączył się od MSK 30 marca 2016 r. i został zdeorbitowany nad Oceanem Spokojnym 8 kwietnia, gdzie spłonął.